# 烏利亞尼夫卡 (扎波羅熱區)
48°2′50″N 35°8′32″E / 48.04722°N 35.14222°E
烏利亞尼夫卡（烏克蘭語：Улянівка）是位於烏克蘭東南部的村莊，由扎波羅熱州扎波羅熱区的彼得羅-米哈伊利夫卡市鎮負責管轄。該村面積0.75平方公里，2001年人口266，人口密度每平方公里355.1人。